# Euscelimena
Euscelimena is een geslacht van rechtvleugeligen uit de familie doornsprinkhanen (Tetrigidae). De wetenschappelijke naam van dit geslacht is voor het eerst geldig gepubliceerd in 1938 door Günther.

## Soorten
Het geslacht Euscelimena omvat de volgende soorten:
- Euscelimena gavialis Saussure, 1861
- Euscelimena harpago Serville, 1838
- Euscelimena logani Hancock, 1904